# Pelargopsis melanorhyncha
El alción piquinegro (Pelargopsis melanorhyncha) es una especie de ave coraciforme de la familia Halcyonidae endémica de Indonesia.

## Distribución y hábitat
Se encuentra en las selvas de Célebes e islas circundantes cercanas.